# Знахарство

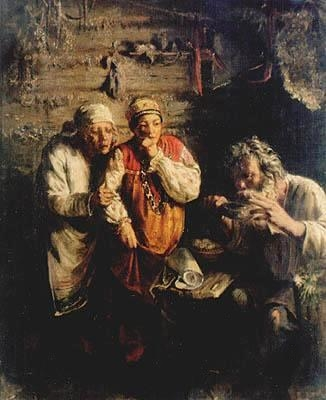
Г. Мясоедов. Знахарь. 1860

Зна́харство (целительство) — известные с древности у народов всех стран примитивные способы лечения, включающие в себя средства народной медицины и различные ритуалы, заговоры и молитвы.
Термин «знахарь» произошёл от др.-рус. знахарь, знахорь ← «знать» и изначально обозначал человека, знающего своё дело; это производное от слова «знать» связывалось и с врачеванием. "Знахор" есть польским словом [znachor"  и состоит из двух слов "zna" - "знает", и "chor"/"choroba" - "болезнь" (в старославянском "хорь"), что означает: человек,  знающийся на болезнях;
Знахарь, знатец, травник, шептун, целитель, согласно народным поверьям, — человек, обладающий врождённым медицинским знанием и использующий его для лечения людей и скота, охраны от разбоя, отвращения градовых туч, прорицания судьбы и т. п.

## История
С древнейших времён знахарство возникло у всех народов и первоначально не отделялось от народной медицины. Знахари использовали накопленные изначальные знания о целебных свойствах растений, продуктов животного происхождения, минералов, а также опыт помощи больному и ухода за ним. Широко использовались ритуальные обряды (загово́ры, заклинания и др.). Воспринимались они как необходимые и часто оказывали положительное психотерапевтическое воздействие. Многие из широко применявшихся средств и методов (черника при поносах, лук и чеснок для предупреждения цинги, наложение лубков на повреждённую конечность, массаж и др.) оказались рациональными и впоследствии вошли в научную медицину.

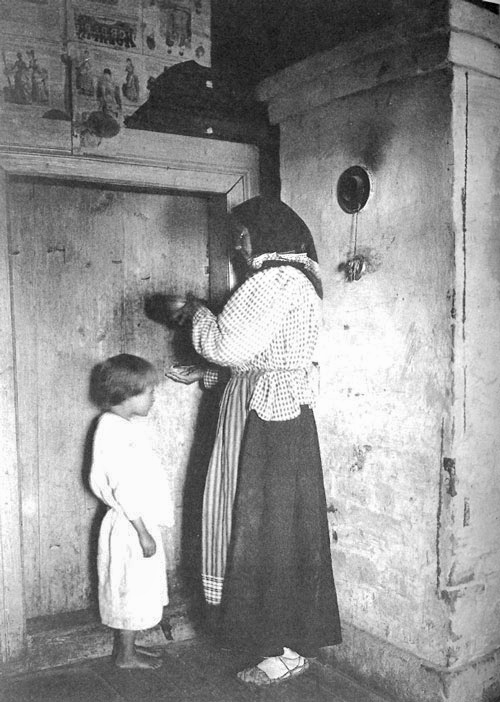
Знахарка лечит ребёнка наговоренной водой (фото 1914 года)

По мере накопления положительного опыта возникли различные специализации среди знахарей — лечителей, избравших определенные направления в своей деятельности, которые преимущественно передавались из поколения в поколение. На Руси в знахарской среде существовали специальности:
- травник,
- костоправ,
- рудомёт,
- очных дел мастер,
- кильных дел мастер (специалист по вправлению грыж),
- апитерапевт (пчёлолечение).

До возникновения в конце XIX века земской медицины знахарь был единственным источником медицинской помощи для русских крестьян. Целители принимали больных как за деньги, так и в расчёте на иные подношения — например «за чарку и угощение в кабаке». Многие знахари соединяли лечение с наговором, то есть произносили над больным заговорно-заклинательные тексты, канонические молитвы и апокрифы. Причинами большинства болезней знахари считали чьё-то колдовство (порча, сглаз), действие злых духов, испуг.
Из материалов судебных процессов середины XVIII века известно, что знахари заваривали сенную труху по «отцову научению» и давали травы «от сердечной болезни пить в воде и есть во щах». Крестьянка из-под Путивля сказывала, что, «от воловьих-де ран, ловя в поле кротов и убив, суша их, те сушеные кроты прикладывала к тем ранам, и от тех-де трав и крота иногда тем людем, так же и от крота волам от ран и польза бывала». Коломенский коновал Трофим Жеребец лечил

«крестьян и жён их просьбе из от внутренней сердечной болезни, также, ежели у кого случатся наружные раны, а какие именно болезни не знает, то и от них лечил он без всякой платы и, сыскивая по полям и по лугам, давал он от сердечной болезни пить в квасу называемую траву сердечник, а от ран траву ж называемую медвежья лапка, которую и прикладывал он к тем ранам».

## В СССР и современной России
Уголовный кодекс 1926 года закрепил ответственность за врачевание без надлежащим образом удостоверенного медицинского образования.
С 1960 года для знахарей, то есть лиц, осуществляющих лечебную практику без соответствующего медицинского образования, была введена уголовная ответственность только за сам факт такой деятельности. Занятие врачеванием как профессией лицом, не имеющим надлежащего медицинского образования, — наказывалось исправительными работами на срок до двух лет, или штрафом до трех минимальных месячных размеров оплаты труда, либо влекло применение мер общественного воздействия. Закон утратил силу с 1 января 1997 года. В действующем УК РФ привлечению к ответственности подлежит только лицо (не имеющее лицензии на осуществление медицинской или фармацевтической деятельности), повлекшее по неосторожности вред здоровью пациента или его смерть.
В России методичное и планомерное изучение знахарства стало возможно лишь в постсоветское время. Согласно проведённому в 2007 году исследованию РАМН, у 95 % народных целителей в России отсутствовало медицинское образование, а более 40 % из них нуждались в лечении психических отклонений.
В современной России знахарство не запрещено, но введены определённые правила и ограничения. В целом правом на занятие частной медицинской деятельностью обладают исключительно медицинские работники, которые должны иметь:
- высшее или среднее медицинское и фармацевтическое образование, а также специальное звание;
- сертификат специалиста;
- лицензию на избранный вид деятельности, входящий в перечень, установленный Министерством здравоохранения Российской Федерации.

По данным исследования Фонда «Хамовники», на 2013 год подавляющее большинство людей в России, занимающиеся за деньги или безвозмездно знахарством, не имели необходимых разрешений от государства. Например, в официальном реестре Минздрава Пермского края было записано всего пять целителей, при этом только в Перми такие услуги за деньги оказывали минимум 35 человек, в районных центрах — от 2 до 7. Всё это были люди без базового медицинского образования. По данным СМИ, к 2012 году в России всего было зарегистрировано лишь несколько сотен целителей. Бабушки, к которым прибегают сельские жители для решения определенных проблем со здоровьем (лечение вывихов, ушибов и сотрясений; «прикусывание» грыжи у детей; борьба с пьянством; снятие порчи и т. д.), часто вообще не осознают свою работу как услугу и не позиционируют себя как знахари или целители, и тем более не знают о необходимости получения разрешения у органов управления здравоохранением.
В то же время, российское законодательство разрешает занятия народной медициной гражданам, не имеющим лицензии на осуществление медицинской деятельности, но получившим специальное разрешение (до 2011 года — диплом целителя) от органа исполнительной власти субъекта РФ в сфере охраны здоровья. Для получения такого разрешения необходимо: заявление гражданина и представление медицинской профессиональной некоммерческой организации, которая проводит экспертизу либо способностей и навыков целителя, либо заявление гражданина и совместного представления медицинской профессиональной некоммерческой организации и медицинской организации. Разрешающий документ действует только на территории конкретного субъекта РФ. При этом, согласно статье 50 Федерального закона от 21.11.2011 N 323-ФЗ «Об основах охраны здоровья граждан в Российской Федерации», под «народной медициной» понимаются «методы оздоровления, утвердившиеся в народном опыте, в основе которых лежит использование знаний, умений и практических навыков по оценке и восстановлению здоровья». К народной медицине не относится оказание услуг оккультно-магического характера, а также совершение религиозных обрядов.
Таким образом, лица, занимающиеся народной медициной в нарушение установленного законом порядка (при отсутствии специального разрешения), не являются субъектами преступления, предусмотренного ст. 235 УК РФ (Незаконное занятие частной медицинской практикой или частной фармацевтической деятельностью), поскольку для них не установлена обязанность получения лицензии на занятие народной медициной. Правда, для применения отдельных методов, традиционно входящих в арсенал народной медицины, наличие лицензии на осуществление медицинской деятельности необходимо. Рефлексотерапия, медицинский массаж, мануальная терапия и остеопатия входят в перечень работ (услуг), составляющих медицинскую деятельность, и подлежащих лицензированию. Другие виды, ранее входившие в список лицензируемых видов деятельности (гомеопатия, гирудотерапия, биорезонансная терапия, натуротерапия, традиционная диагностика и традиционные системы оздоровления) под именованием «применение методов народной медицины», с 2012 года из него исключены. Таким образом, их применение в медицинских организациях оказалось под вопросом".